# Turismo de suicidio
El turismo de suicidio o de eutanasia, es un término que describe el viaje de potenciales candidatos suicidas a una jurisdicción para llevar a cabo su suicidio. En algunas de estas jurisdicciones el suicidio asistido es legal. El turismo de suicidio hace referencia a los arreglos de logística, legales y de otra índole que facilitan el suicidio de una persona fuera de su ámbito de residencia. Cada país mantiene su propia legislación respecto al suicidio individual o colectivo. La prohibición legal para este tipo de prácticas es uno de los factores que motiva a cierto segmento de turistas a contratar este tipo de servicios. En aquellas naciones donde la muerte asistida es penalizada, el turismo de suicidio opera con fuerza dentro de una esfera clandestina. Algunos autores sugieren que el turismo de suicidio debe comprenderse como un subtipo del turismo oscuro.

## Estatus en varios países

### Países Bajos
En Países Bajos, la eutanasia está regulada en el Decreto de 2002 denominado "Terminación de Vida bajo Solicitud y Suicidio Asistido (Procedimientos de Revisión)", el cual establece que la eutanasia y el suicidio asistido por un médico no son punibles si el profesional que lo atiende actúa de acuerdo con criterios de atención al paciente. Estos criterios conciernen a la petición del paciente, su sufrimiento (insoportable y sin esperanza de mejora), la información que se le ha proporcionado, la ausencia de alternativas razonables, la consulta a otro profesional y el método que se le aplica para terminar con la vida. Para demostrar su conformidad, el decreto requiere que el médico reporte la eutanasia a un comité regional de verificación.

### Suiza
En Suiza han existido regulaciones para limitar las posibilidades de suicidio legal asistido para extranjeros. La ley tenía como objetivo la asociación Dignitas, una de los dos mayores grupos pro-derecho a morir en el país, que asistían a extranjeros. El gobierno suizo sin embargo rechazó regulaciones más restrictivas en 2006 manteniendo el status-quo de las asociaciones como se regula en el parágrafo 115 del Código Criminal Suizo.
Aunque el mercado de suicidio asistido es mayoritariamente alemán; en agosto de 2015 unos 300 ciudadanos ingleses había viajado a Suiza desde Reino Unido para morir en uno de los apartamentos que Dignitas tiene alquilados en Zúrich. Los nombres de algunas de esas personas son conocidos pero la mayor parte se mantienen en el anonimato
En un referéndum el 15 de mayo de 2011, los votantes del cantón de Zúrich había rechazado por una gran mayoría las llamadas a la suspensión del suicidio asistido para no-residentes.

### Reino Unido
En 2009, el Parlamento del Reino Unido consideraría una enmienda a un proyecto de ley que permitiría el turismo de suicidio al no acusar a las personas de ayudar al suicidio cuando llevan a sus seres queridos a otro país para llevarlo a cabo. Reino Unido tiene una ley que prohíbe el suicidio asistido pero no se ha llevado a cabo para esos casos.

### Estados Unidos
En 1997 entró en vigor el decreto "Oregon Death with Dignity". En 2008 Washington aprobó una ley que se implementaría en 2009 . Laws may only be implemented by licensed physicians based on the individual needs of qualified patients. Patients must meet state requirements to be eligible for euthanasia.

### México
En algunas tiendas de animales en México se comercializa un líquido conocido como pentobarbital que utilizan los dueños de mascotas para practicar eutanasia animal. Cuando se les proporciona a humanos, la droga puede ocasionar una muerte sin dolor en menos de una hora.

### Camboya
Un inmigrante estadounidense creó alrededor de 2003 varios sitios web donde se ofrecía ayuda para que los turistas pudieran llevar a cabo su suicidio en Camboya; dos años más tarde se vio obligado a cerrarlos para evitar problemas con las autoridades locales.